# Mary Jo Markey
Mary Jo Markey (geb. ca. 1970) ist eine US-amerikanische Filmeditorin.

## Leben
Mary Jo Markey studierte ursprünglich Englisch mit dem Berufsziel Lehrerin. Nachdem sie gemeinsam mit ihrem damaligen Ehemann nach Hollywood zog, gab sie diesen Berufswunsch auf und arbeitete als Assistentin von Robert Redford. In dieser Zeit kam sie mit dem Filmediting in Berührung, Redford verhalf ihr zu einem Praktikum in diesem Bereich. Seit Mitte der 1990er Jahre ist Markey als eigenständige Editorin tätig. In einem ihrer ersten Filme, Traumfrau – Verzweifelt gesucht (1995), hatte sie zudem eine kleine Nebenrolle.
Sie ist für den Filmschnitt bekannter Kinofilme verantwortlich, wie Vielleicht lieber morgen und Mission: Impossible III. Für das Fernsehen schnitt sie zahlreiche Episoden der Serien Felicity, Breaking News, Skin, Alias – Die Agentin und Lost.
Markey ist Mitglied der American Cinema Editors und arbeitet häufig mit Regisseur J. J. Abrams zusammen, wie bei seinem Film-Debüt Mission: Impossible III, dem Star-Trek-Neustart und Super 8. Dabei kooperierte sie mit ihrer Kollegin Maryann Brandon. Auch der Ende 2015 erschienene siebte Teil der Star-Wars-Reihe, Star Wars: Das Erwachen der Macht, wurde von ihr zusammen mit Brandon geschnitten.
Mary Jo Markey wurde 2005 mit dem Emmy ausgezeichnet, für den Pilotfilm der Fernsehserie Lost.

## Filmografie (Auswahl)
- 1995: Traumfrau – Verzweifelt gesucht (Two Guys Talkin’ About Girls)
- 1997: Die Stiefschwester (The Stepsisters)
- 1998: Meteoriten (Meteorites)
- 1998: Anna und der Geist (Giving Up the Ghost)
- 1998–2000: Felicity (Fernsehserie)
- 2001–2004: Alias – Die Agentin (Fernsehserie)
- 2002: Money for Mercy
- 2003: Phenomenon II – Ein wunderbares Genie (Phenomenon II)
- 2006: Mission: Impossible III
- 2009: Star Trek
- 2010: Kiss & Kill
- 2011: Super 8
- 2012: Vielleicht lieber morgen (The Perks of Being a Wallflower)
- 2013: Star Trek Into Darkness
- 2015: Star Wars: Das Erwachen der Macht (Star Wars: The Force Awakens)
- 2016: The Great Wall
- 2017: Life
- 2019: 3 Engel für Charlie (Charlie’s Angels)
- 2021: The Eyes of Tammy Faye